# Stare Niemyje
Stare Niemyje – przysiółek wsi Budy Garlińskie w Polsce, położony w województwie mazowieckim, w powiecie mławskim, w gminie Szydłowo.